# 크리스토퍼 맥도널드
크리스토퍼 맥도널드(Christopher McDonald, 1955년 2월 15일 ~ )는 미국의 배우이다.

## 출연 작품

### 영화
- 그리스 2 (1982)
- 알렉스 두 번 죽다 (1989)
- 델마와 루이스 (1991) - 대릴 디킨슨 역
- 그럼피 올드 맨 (1993)
- 퀴즈 쇼 (1994)
- 터미널 스피드 (1994)
- 해피 길모어 (1996)
- 플러버 (1997)
- 레퀴엠 (2000)
- 스컬스 (2000)
- 퍼펙트 스톰 (2000)
- 61* (2001)
- 그녀가 모르는 그녀에 관한 소문 (2005)
- 하우스 버니 (2008)
- 익스포즈 (2016)

### 텔레비전
- 보드워크 엠파이어 (2010-12)
- 해리스 로우 (2011-12)
- 아메리칸 크라임 스토리 (2021)
- 나의 직장상사는 코미디언 (2021)
- 어둠 속의 감시자 (2022)